# Геоморфологија
Геоморфологија је наука о постанку и развићу облика у рељефу Земљине површи, који су настали под утицајем ендогених и егзогених процеса. Самим тим, геоморфолошка проучавања не могу се спроводити без доброг познавања геологије.
Рељеф настаје, дакле, као резултат сукоба различитих природних процеса али и све више под утицајем човека. Геоморфологија се бави прикупљањем квалитативних и квантитативних параметара о терену, региструје појавне морфолошке облике и бави се утврђивањем разлога њиховог настанка, те даје квалитетне податке потребне за изучавање историје стварања терена. Посебна примена геоморфологије укључује утврђивање предиспозиције терена за настанак клизишта.
Ова дисциплина припада геонаукама а изучавају је геолози, геодети, географи, археолози, грађевинари и шумари.

## Преглед
Земљина површина је модификована комбинацијом површинских процеса који обликују пејзаже и геолошких процеса који изазивају тектонско подизање и потањање, и обликују обалску географију. Површински процеси обухватају дејство воде, ветра, леда, ватре и живих бића на површини Земље, заједно са хемијским реакцијама које формирају тло и мењају својства материјала, стабилност и брзину промене топографије под силом гравитације, и други фактори, попут (у блиској прошлости) људске промене пејзажа. Многи од ових фактора су снажно посредовани климом. Геолошки процеси укључују издизање планинских ланаца, раст вулкана, изостазијске промене надморске висине копна (понекад као одговор на површинске процесе) и формирање дубоких седиментних базена, где површина Земље опада и пуни се материјалом еродираним из осталих делова пејзажа. Површина Земље и њена топографија су стога пресек климатског, хидролошког и биолошког деловања са геолошким процесима, или, алтернативно речено, пресек Земљине литосфере са њеном хидросфером, атмосфером и биосфером.

## Подела геоморфологије
Генерална подела геоморфологије је на општу, посебну и регионалну.
Општа геоморфологија даје теоретске основе и законитости генезе и морфолошке еволуције рељефа и проучава процесе његовог савременог преиначавања. Посебна геоморфологија проучава облике рељефа одређених генетских категорија (тектонски, вулкански, крашки итд.) и даје њихову систематику. Регионална проучава генезу и морфолошку еволуцију појединих морфолошких и географских целина на Земљиној површини и утврђује законитости њиховог зоналног распореда.
Општа геоморфологија подељена је на низ ужих специјалистичких дисциплина. То су: планетарна, структурна, климатска, палеогеоморфологија, примењена, антропогена. Планетарна геоморфологија проучава генезу и морфолошку еволуцију континенталних маса и океанских басена, морфотектонских макро целина рељефа Земљине површине. Структурна проучава узајамну условљеност геолошке структуре и облика рељефа, законитости еволуције рељефа у зависности од услова геолошке структуре у прошлости и садашњости. Климатска геоморфологија проучава зависност обликовања рељефа од различитих климатских утицаја који се јављају као последица законитости климатске зоналности на Земљи. Палеогеоморфологија проучава развитак рељефа у одређеним етапама геолошке прошлости. Примењена геоморфологија проучава рељеф у вези његовог практичног искоришћавања у производној и привредној делатности људи. Антропогена геоморфологија је релативно нова специјалистичка дисциплина. Њен предмет проучавања су облици рељефа створени радом човека (басени вештачких језера, регулисана корита речних токова, тунели, бране, вештачки канали итд.
Посебна геоморфологија подељена је на низ научних дисциплина: карстологија, спелеологија, глациологија. Глациологија, као физичко-географска дисциплина, узима у домен свог научног интересовања глацијални рељеф и морфолошке типове ледника на Земљиној површини. Са друге стране, морфогенеза глацијалног рељефа изграђеног за време последњег Леденог доба спада у домен квартарне геоморфологије.
Поред генералне поделе, геоморфологија се у морфогенетском погледу може поделити на тектонску и ерозивну. Тектонска геоморфологија проучава облике у рељефу Земљине површине који су постали радом унутрашњих, ендогених сила док ерозивна проучава облике који су постали деловањем спољашњих, егзогених сила, односно геоморфолошким ерозивним процесима изазваним њиховим непосредним утицајима.

## Геоморфолошки агенси
Геоморфолошки агенси су узрочници морфогенетског ерозивног процеса и његове одговарајуће ерозије. Између њих и одговарајуће ерозије постоји узрочно-последична веза.
Основни геоморфолошки агенси на Земљиној површини су: вода, ветар и промена температуре. Вода својим механичким и хемијским деловањем условљава различите врсте ерозија. Примери деловања воде у механичком виду јесу рад кишних капи, ред текуће воде, таласа, рад леда. Хемијско деловање воде односи се на растварање. Геоморфолошки агенси могу и удружено деловати у рељефу Земљине површине па се због тога издвајају различите врсте ерозија.

## Геоморфолошки процеси
Изучавање геоморфолошких облика подразумева изучавање свих услова који владају и свих утицаја који изазивају стварање разноврсних геоморфолошких облика. Ендогени фактори који утичу на обликовање су земљотреси, магматизам и вулканизам. Основни егзогени фактори (агенси) који су одговорни за већину топографских (морфолошких) обележја су вода, ветар, ледници и таласи.
Према доминирајућем фактору који утиче на настанак одређених облика диференцирали су се различити геоморфолошки процеси: падински, флувијални, еолски, глацијални, марински и крашки. Постоји и група појавних облика који настају подједнаким дејством два или више процеса те је њих тешко одвојити по овом критеријуму. Оваква подела проистекла је из практичних разлога. Она поспешује разумевање утицаја различитих климатских и хидролошких утицаја на обликовање терена, али узима у обзир и геолошку предиспозицију терена, те помаже у решавању практичних проблема са становишта изучавања проблема узрок-последица, поред чињенице да може помоћи предвиђању где се какви морфолошки облици могу јавити.

### Флувијални процес
Реке и повремени речни токови нису само извори воде већ утичу и на стварање седимената. Док тече, вода покреће честице са дна корита и транспортује их низводно, било нерастворене, било суспендоване или растворене у њој. Количина седимената који се транспортују на овај начин зависи од саме геолошке грађе речног корита, односно присуства лако покретљивих честица или растворљивости стена, и од брзине тока.
На путу од извора наниже река генерално постаје све већа на шта утиче њено спајање са другим токовима. Овако формирана мрежа речних токова назива се дренажни систем и често је дендритична, али може попримити и друге облике што зависи од регионалне топографије (топографије подручја) и геолошке грађе.
Флувијални процес може бити удружен са крашким процесом, са периодичним смењивањем доминирајуће улоге једног или другог процеса за шта су пример терени Балканског полуострва. Интензитет процеса директно је условљен климатским факторима, као и геолошком средином.

### Еолски процес
Еолски процес је геоморфолошки процес код кога је доминантан утицај ветра и јавља се претежно у аридним пределима, где се јављају значајне разлике у дневним и годишњим температурама и где је мало присуство вегетације. Овим процесом настају различити ерозиони и депозициони геоморфолошки облици.

### Глацијални процес
Глацијални процес се јавља у географским подручјима где владају ниске температуре, а под утицајем ледника. Ледници (глечери) представљају изузетно ефикасно средство за промену изгледа рељефа. Кретањем ледника низ падину долази до ерозије и откидања стенских маса и њиховог мрвљења. На овај начин настаје ситан седимент који се назива глацијално брашно. Нанос материјала, који ледник на свом путу гура и који заостаје након његовог нестанка, назива се морена. Глацијални геоморфолошки облици који настају ледничким процесом називају се цирк и валов. Дејством ледника могу настати ледничка (глацијална) језера.

### Марински процес
Марински процес се јавља на обалама језера и мора. Посебан вид ерозије, који се овде јавља, јесте под утицајем налета таласа при чему они, захваљујући својој кинетичкој енергији, врше абразију и поткопавање обала.

### Крашки процес
Крашки процес се развија у крашким теренима. Доминирајући утицај у обликовању има вода. Крашки терени су они у којима преовладавају карбонати, и то су најчешће седиментне стене кречњаци, а ређе доломити. Ови терени су изузетно подложни хемијској ерозији. У крашким теренима настају различити површински и подземни геоморфолошки облици.

## Геоморфолози
- Јован Цвијић